# USS Scribner (APD-122)
USS Scribner (APD-122) là một tàu vận chuyển cao tốc lớp Crosley, nguyên được cải biến từ chiếc DE-689, một tàu hộ tống khu trục lớp Rudderow, và đã phục vụ cùng Hải quân Hoa Kỳ trong Chiến tranh Thế giới thứ hai. Nó là chiếc tàu chiến duy nhất của Hải quân Hoa Kỳ được đặt cái tên này, theo tên hạ sĩ quan James M. Scribner (1920–1941), người từng phục vụ cùng Liên đội Tuần tra VP-101 tại Philippines, đã tử trận trong một cuộc không kích của đối phương tại đảo Jolo vào ngày 26 tháng 12, 1941 và được truy tặng Huân chương Không lực. Nó đã phục vụ cho đến khi chiến tranh kết thúc, xuất biên chế năm 1946, rồi cuối cùng bị bán để tháo dỡ vào năm 1967. Scribner được tặng thưởng một Ngôi sao Chiến trận do thành tích phục vụ trong Thế Chiến II.

## Thiết kế và chế tạo
Thiết kế của lớp Crosley dựa trên việc cải biến lớp tàu hộ tống khu trục Rudderow. Cấu trúc thượng tầng con tàu được mở rộng, đồng thời tháo dỡ bớt vũ khí trang bị để lấy chỗ bố trí nơi nghỉ cho 162 binh lính được vận chuyển cùng khoảng 40 tấn trang bị. Hệ thống động lực tương tự như với các lớp Buckley và Rudderow; là kiểu động cơ turbine-điện General Electric, cung cấp điện năng cho mô-tơ điện để dẫn động hai trục chân vịt.
Dàn vũ khí được giữ lại bao gồm một khẩu pháo 5 inch (130 mm)/38 cal bố trí một phía trước mũi; ba khẩu đội pháo phòng không Bofors 40 mm nòng đôi và sáu pháo phòng không Oerlikon 20 mm; vũ khí chống ngầm gồm hai đường ray Mk. 9 để thả mìn sâu. Thủy thủ đoàn đầy đủ bao gồm 15 sĩ quan và 168 thủy thủ; và con tàu được bố trí tiện nghi để vận chuyển 12 sĩ quan cùng 150 binh lính đổ bộ.
Scribner được đặt lườn như là chiếc DE-689 tại xưởng tàu của hãng Bethlehem Steel Corp. ở Quincy, Massachusetts vào ngày 29 tháng 6, 1944. Đang khi được chế tạo, con tàu được xếp lại lớp như một tàu vận chuyển cao tốc vào ngày 17 tháng 7, 1944, mang ký hiệu lườn mới APD-122, và được hạ thủy vào ngày 1 tháng 8, 1944, được đỡ đầu bởi bà Theresa J. Scribner, mẹ của hạ sĩ quan Scribner. Nó nhập biên chế cùng Hải quân Hoa Kỳ vào ngày 20 tháng 11, 1944 dưới quyền chỉ huy của Hạm trưởng, Thiếu tá Hải quân Gordon M. Street.

## Lịch sử hoạt động
Sau khi hoàn tất việc chạy thử máy huấn luyện tại khu vực Bermuda, Scribner chuẩn bị để được điều sang khu vực Mặt trận Thái Bình Dương. Nó khởi hành từ Norfolk, Virginia vào ngày 12 tháng 1, 1945 hộ tống cho chiếc tàu sửa chữa Vulcan (AR-5) đi sang vùng kênh đào Panama, rồi tiếp tục hành trình hướng sang quần đảo Hawaii, đi đến Trân Châu Cảng vào ngày 6 tháng 2. Nó huấn luyện phối hợp cùng với đội phá hoại dưới nước (UDT: Underwater Demolition Team) được phối thuộc tại vùng biển Maui từ ngày 11 đến ngày 13 tháng 2, rồi đi sang Leyte thuộc quần đảo Philippine nơi nó tiếp tục thực hành tập trận nhằm chuẩn bị cho chiến dịch đổ bộ tiếp theo lên Okinawa.
Khi đi đến ngoài khơi Okinawa vào ngày 26 tháng 3, Đội UDT được phối thuộc cùng Scribner phối hợp cùng tàu vận chuyển cao tốc chị em Kinzer (APD-91) đã tiến hành trinh sát và dọn dẹp các chướng ngại vật trên các lối tiếp cận Kerama Retto. Sau khi cuộc đổ bộ chính diễn ra vào ngày 1 tháng 4, con tàu tiếp tục ở lại khu vực để tuần tra phòng không và chống tàu ngầm cho khu vực vận chuyển cho đến ngày 15 tháng 5, khi nó đi đến Guam thuộc quần đảo Marianna để bảo trì.
Sau khi hoàn tất, Scribner quay trở lại vào ngày Okinawa 7 tháng 6, tiếp nối nhiệm vụ tuần tra bảo vệ khu vực thả neo. Đội UDT được phối thuộc đãtiến hành trinh sát dưới nước Kure Shima trong các ngày 13 và 14 tháng 6, rồi quay trở lại nhiệm vụ tuần tra bảo vệ cho đến ngày 22 tháng 7, khi nó được lệnh quay trở về Hoa Kỳ. Con tàu tiến hành huấn luyện hoạt động phá hoại dưới nước nhằm chuẩn bị cho Chiến dịch Olympic, kế hoạch đổ bộ lên đảo Kyūshū, Nhật Bản dự định vào tháng 11, 1945. Tuy nhiên, việc Nhật Bản chấp nhận đầu hàng vào ngày 15 tháng 8 giúp chấm dứt vĩnh viễn cuộc xung đột đã khiến việc huấn luyện này trở nên không còn cần thiết nữa.
Sau ba tuần lễ đại tu tại San Pedro, California, Scribner rời vùng bờ Tây vào ngày 7 tháng 9 để thực hiện nhiều chuyến đi tiếp liệu tại khu vực Viễn Đông, rồi đi đến Manila, Luzon tại quần đảo Philippine vào ngày 19 tháng 10. Nó được điều về một đội tàu vận tải làm nhiệm vụ vận chuyển binh lính Quốc dân Đảng đến miền Bắc Trung Quốc để giải giới quân đội Nhật tại đây. Con tàu đón họ tại Hải Phòng, Đông Dương thuộc Pháp để vận chuyển đến Đại Liên; tuy nhiên những khó khăn về chính trị đã trì hoãn việc xuất phát tại Manila cho đến ngày 30 tháng 10, và binh lính Quốc dân Đảng được cho đổ bộ lên địa điểm thay thế là Tần Hoàng Đảo vào ngày 12 tháng 11. Sau đó nó hộ tống các tàu vận tải đi đến Đại Cô Khẩu ở ngoại vi Thiên Tân vào ngày 14 tháng 11, rồi phục vụ như tàu chỉ huy kiểm soát cảng tại đây từ ngày 24 tháng 11 đến ngày 4 tháng 12, tiếp tục phục vụ như tàu canh phòng vô tuyến cho đến ngày 19 tháng 1, 1946.
Scribner đi đến Thanh Đảo, Trung Quốc vào ngày 20 tháng 1 rồi lên đường đi Hải Phòng vào ngày 21 tháng 3. Nó được thay phiên tại đây vào ngày 11 tháng 4, rồi lên đường vào ngày hôm sau cho hành trình quay trở về Hoa Kỳ, về đến Charleston, South Carolina vào ngày 1 tháng 7. Con tàu được cho xuất biên chế vào ngày 15 tháng 11, 1946 và được đưa về Hạm đội Dự bị Đại Tây Dương. Tên nó được cho rút khỏi danh sách Đăng bạ Hải quân vào ngày 1 tháng 8, 1966, và nó bị bán cho hãng Gregg, Gibson, and Gregg, Inc. tại Miami, Florida vào ngày 6 tháng 9, 1967 để tháo dỡ.

## Phần thưởng
Scribner được tặng thưởng một Ngôi sao Chiến trận do thành tích phục vụ trong Thế Chiến II.
|  |             |  |
|  | Bronze star |  |

| Huân chương Phục vụ Trung Hoa (mở rộng) |                                                                         |                                      |
| Huân chương Chiến dịch Hoa Kỳ           | Huân chương Chiến dịch Châu Á-Thái Bình Dương với 1 Ngôi sao Chiến trận | Huân chương Chiến thắng Thế Chiến II |